# Aplocera corsalta
Aplocera corsalta là một loài bướm đêm trong họ Geometridae.